# Kosh (Armenia)
Kosh (en armenio: Կոշ, también romanizado como Koghes; antiguamente, Kvash) es una comunidad rural en el distrito de Ashtarak, provincia de Aragatsotn, Armenia, sobre 18 km al suroeste del centro del distrito de Ashtarak.
En 2009 tenía 3235 habitantes.
La localidad se llamaba Kvash en los primeros tiempos del cristianismo. En el pueblo se encuentran las ruinas de una iglesia del siglo XIII, San Gregorio; y la fortaleza de Kosh.